# Gandzasar Kapan
Gandzasar Kapan (Armeens: Գանձասար Ֆուտբոլային Ակումբ; Gandzasar Futbolayin Akumb) is een Armeense voetbalclub uit de stad Kapan. De club speelt in de hoogste Armeense divisie, de Premier League.
De club werd in 1963 opgericht als Lernagorts. In 2004 mislukte een fusie met Ararat Jerevan.
De club speelde in 2004 voor het eerst in de Eerste divisie en werd daar derde. Ook in 2005 werd de derde plaats behaald maar omdat de B-elftallen van Pjoenik Jerevan en Ararat Jerevan niet kunnen promoveren mocht Gandzasar de plaats in de hoogste klasse innemen. In het eerste seizoen werd de club vijfde.
Op 3 november 2020 deelde de club mee dat ze zich terugtrok uit de competitie en de beker. Oorzaak was de financiële positie als gevolg van de coronapandemie en de Oorlog in Nagorno-Karabach (2020).

## Historische namen
- 1963-1989: Lernagots
- 1989-1990: FK Kapan
- 1991-1993: Syunik
- 1995-1996: Kapan-81
- 1997-2004: Lernagots
- 2004-heden: Gandzasar

## In Europa
Uitslagen vanuit gezichtspunt Gandzasar Kapan
| Seizoen | Competitie    | Ronde | Land                 | Club                 | Totaalscore | 1e W    | 2e W    | PUC |
| ------- | ------------- | ----- | -------------------- | -------------------- | ----------- | ------- | ------- | --- |
| 2009/10 | Europa League | 2Q    | Vlag van Nederland   | NAC Breda            | 0-8         | 0-6 (U) | 0-2 (T) | 0.0 |
| 2012/13 | Europa League | 1Q    | Vlag van Faeröer     | EB/Streymur          | 3-3 (u)     | 1-3 (U) | 2-0 (T) | 1.0 |
|         |               | 2Q    | Vlag van Zwitserland | Servette FC Geneve   | 1-5         | 0-2 (U) | 1-3 (T) | 1.0 |
| 2013/14 | Europa League | 1Q    | Vlag van Kazachstan  | Aqtöbe FK            | 2-4         | 1-2 (T) | 1-2 (U) | 0.0 |
| 2017/18 | Europa League | 1Q    | Vlag van Montenegro  | FK Mladost Podgorica | 0-4         | 0-1 (U) | 0-3 (T) | 0.0 |
| 2018/19 | Europa League | 1Q    | Vlag van Polen       | Lech Poznań          | 2-3         | 0-2 (U) | 2-1 (T) | 1.0 |

Totaal aantal punten voor UEFA coëfficiënten: 2.0
Zie ook
- Deelnemers UEFA-toernooien Armenië
- Ranglijst van alle clubs die in de diverse Europa Cups zijn uitgekomen

## Erelijst
- SSR Armenië: 1991
- Armeense voetbalbeker: 2018

## Bekende (oud-)spelers
- Masies Artien
- Arsen Avetisyan
- Regilio Seedorf

FA Alasjkert · 
Ararat Jerevan · 
FC Ararat-Armenia ·
BKMA ·
Gandzasar Kapan ·
FC Noah ·
FC Pjoenik Jerevan · 
Sjirak Gjoemri ·
FC Urartu ·
FC Van ·
FC West Armenia